# Rjadom s nami
Rjadom s nami (Рядом с нами) è un film del 1957 diretto da Adol'f Solomonovič Bergunker.